# Bisholder

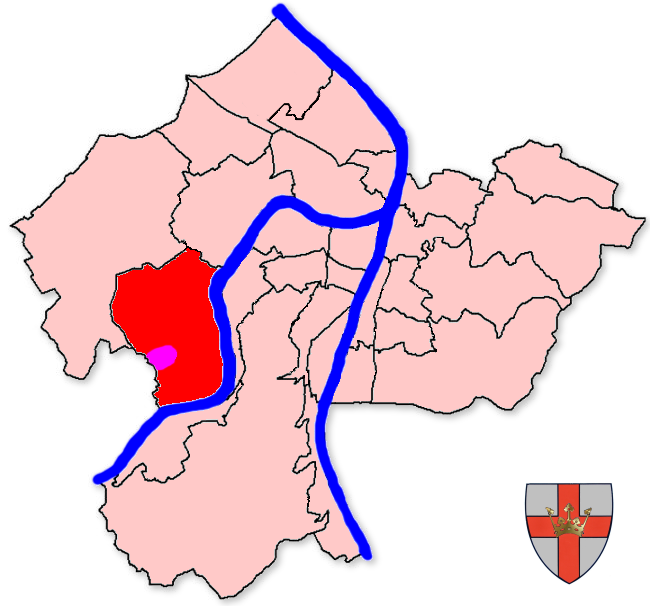
Die Ortslage Bisholder (lila) am Stadtteil Koblenz-Güls

Bisholder ist ein Stadtteil neben dem Koblenzer Stadtteil Güls. Es liegt zwischen Obstbaumplantagen etwa einen Kilometer südwestlich von Güls Richtung Winningen hoch über dem Tal der Mosel.

## Geschichte
Die Landgüter von Bisholder werden unter verschiedenen Namen („Bizelre“, „Byzolten“, „Bysselred“, „Bisholter“) in mittelalterlichen Schenkungsurkunden zwischen 1019 und 1300 erwähnt. Die Besitzverhältnisse sind wechselnd, Schenkungsempfänger sind das Kloster Kaufungen (1019 durch Kaiser Heinrich II.) und die Deutschordenskommende Koblenz (1281). Es kann nicht eindeutig bewiesen werden, dass das heutige Bisholder gemeint ist, es wird durch den Kontext mit anderen nahe liegenden Orten, die zeitgleich mitverschenkt werden, von Historikern jedoch angenommen.
Im 14. Jahrhundert war Bisholder Lehnsbesitz der Grafschaft Chiny. Diese wird unter Wenzel 1364 vom Herzogtum Luxemburg erworben, das nach der Abdankung Karls V. von 1555 bis zum Spanischen Erbfolgekrieg 1713/14 Provinz der Spanischen Niederlande war. In der Spätphase des Dreißigjährigen Kriegs waren hier etwa 100 spanische Soldaten stationiert (1644). Vor diesem Hintergrund wird Bisholder manchmal im regionalen Volksmund und auch nach eigenem Selbstverständnis „Kleinspanien“ genannt, obwohl es eine zivile spanische Bevölkerung nie gegeben hat und auch heute nicht gibt.
Schwedische Truppen richteten im Dreißigjährigen Krieg schwere Verwüstungen an und die Pest löschte fast die gesamte Bevölkerung aus. Die demographische Erholung im 18. und 19. Jahrhundert erfolgte so langsam, dass selbst 1860 nur vier Familien in Bisholder lebten.
Nach 1714 gehörte Bisholder zu den Österreichischen Niederlanden. Erst mit der Eroberung des Rheinlandes und der Stadt Koblenz im Ersten Koalitionskrieg durch französische Revolutionstruppen 1794 endet die Eigenschaft Bisholders als eine von Kurtrier umgebene Habsburger Exklave, die sie über 400 Jahre lang innegehabt hatte. Während der französischen Zeit gehörte Bisholder innerhalb des Arrondissement de Coblence zum Kanton Rübenach. Wie Koblenz fällt Bisholder nach dem Wiener Kongress an Preußen und ist Teil der Rheinprovinz. Innerhalb des Landkreises Koblenz kam es zur Bürgermeisterei Winningen. Im Jahr 1925 hatte Bisholder 148 Einwohner.
Seit dem 1. April 1938 gehörte Bisholder zur Gemeinde Güls, die am linken Moselufer liegt. Diese fiel 1970 durch Eingemeindung an die Stadt Koblenz. Durch diesen Schritt gehört nun auch Bisholder zu Koblenz und ist ein eigenständiger Stadtteil geworden. Vom historischen Kern ist nur noch wenig zu erkennen. Vielmehr ist das Bisholder des frühen 21. Jahrhunderts ein beliebter Vorort von Koblenz. Bisholder wird von Osten durch eine einzige offizielle, relativ steile Hauptzugangsstraße von Güls aus erschlossen.

## Sehenswürdigkeiten

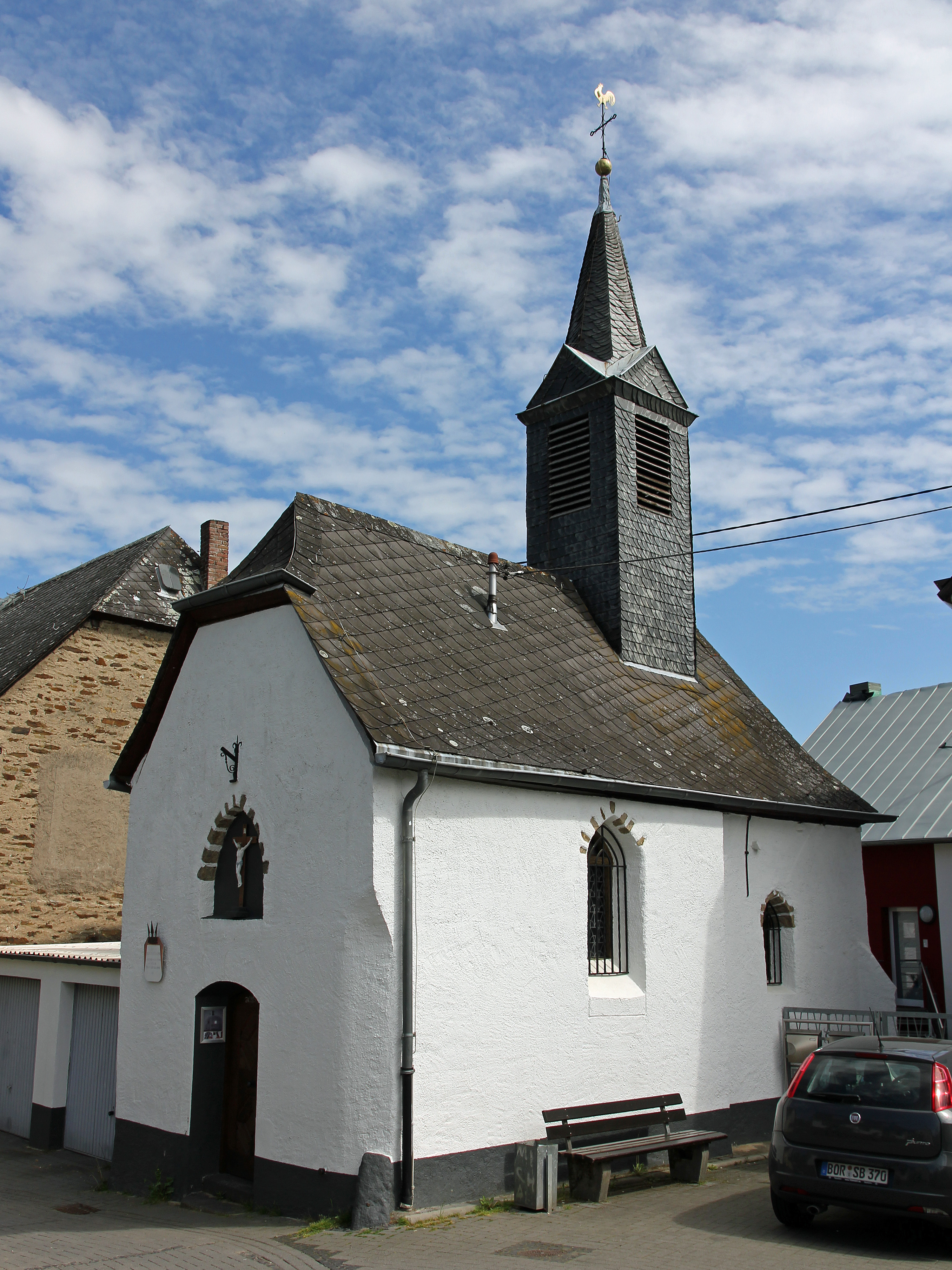
Die katholische Kapelle St. Antonius Eremit

- Katholische Kapelle St. Antonius Eremit
Die Antoniuskapelle (im Kern spätgotisch, jedoch verändert) wird 1546 in einer Urkunde erstmals genannt, aus der sich ergibt, dass sie zur Pfarrei des heutigen Koblenz-Lay gegenüber auf der rechten Moselseite gehörte. Auch aus Straßennamen (Zum Layerbach) ist diese Zuordnung noch erkennbar. Der Pleban aus Lay erhielt nach dieser Urkunde für das Verlesen der Messe jährlich einen Wein- und Fruchtzins sowie 1 Malter Korn. Für die Eintreibung war der Sendschöffe verantwortlich, der auch die umliegenden Wingerte und Weideländer verpachtete. Im einschiffigen Kapellenraum befindet sich eine barocke Antonius-Statue ruraler Herkunft mit Schwein und Glockengeläut. Das Glöckchen – ein übliches ikonographisches Attribut – steht hier noch zusätzlich im Zusammenhang mit einer lokalen Tradition, die auf eine Aufzeichnung aus dem Dreißigjährigen Krieg zurückgeht. Danach habe eine Frau, deren Mann von schwedischen Soldaten zusammengeschlagen wurde, geschworen, wenn ihr Mann wieder gesund würde, wäre sie bereit, 1 Jahr lang aus eigenen Mitteln die Kapelle zu unterhalten und drei Mal täglich das „Ave“ zu läuten. Aus diesem Brauch wurde das Ehrenamt „Pastor zu Bisholder“, das von Jahr zu Jahr am 1. Januar (Schlüsselübergabe) von Familie zu Familie weitergereicht wurde. Bis 1981 wurde um 7, 12 und 19 Uhr zu Ehren des Heiligen Antonius von Hand geläutet. Das Pastoramt gibt es formal immer noch, obwohl 1982 ein elektrisches Läutwerk eingesetzt wurde. Nur zwei Messen im Jahr werden gelesen, eine am 17. Januar für den Eremiten Antonius, die zweite am 13. Juni für Antonius von Padua.

- Vom historischen Ortskern stehen nur noch wenige Bauten; es handelt sich dabei um ein Fachwerkhaus und aus dem Jahr datierendes Bruchsteinhaus.